# Bisimbre
Bisimbre és un municipi de la província de Saragossa (Espanya) situat a la comarca del Camp de Borja.